# Lithi hydroxide
Lithi hydroxide (công thức hóa học: LiOH) là một chất kiềm có tính ăn mòn. Nó là một chất rắn kết tinh màu trắng, ưa ẩm. Nó hòa tan trong nước và hòa tan nhẹ trong etanol. Nó có sẵn ở quy mô thương mại dưới dạng khan hay ngậm một phân tử nước (monohydrat).

## Phản ứng
Là một base nên nó có thể phản ứng với các axít để tạo ra muối và nước, chẳng hạn:
LiOH (dd) + HCl (dd) → LiCl (dd) + H2O (l)
hay
LiOH (dd) + HF → LiF + H2O
LiF thể hiện tính base, vì thế nó đổi màu của giấy quỳ đỏ thành màu xanh.
Nó cũng phản ứng với một số oxit axit, như SO2, CO2, tạo thành muối tương ứng, chẳng hạn:
2LiOH + CO2 → Li2CO3 + H2O
2LiOH + SO2 → Li2SO3 + H2O
LiOH + CO2 → LiHCO3
LiOH + SO2 → LiHSO3
Dạng monohydrat mất nước ở nhiệt độ 100–110 ℃.

## Ứng dụng
Lithi hydroxide được sử dụng trong các thiết bị lọc carbon dioxide để tinh chế các dạng khí hay không khí. Nó cũng được sử dụng như là môi trường truyền nhiệt hay chất điện giải trong pin/ắc quy, và như là chất xúc tác cho quá trình polyme hóa. Nó cũng được sử dụng trong công nghiệp gốm sứ, sản xuất các hợp chất khác của lithi và trong este hóa, đặc biệt cho lithi stearat (chất được sử dụng như là chất bôi trơn mục đích chung do nó hữu ích kể cả đối với nhiệt độ cao hay thấp và khả năng chống nước cao của nó).
Lithi hydroxide được sử dụng trong các hệ thống tinh lọc khí thở cho các tàu vũ trụ (Các hộp nhỏ chứa lithi hydroxide trong các khối LM và CM (sau khi biến đổi) cho các nhà du hành vũ trụ của Apollo 13), các tàu ngầm và các thiết bị thở để loại bỏ carbon dioxide từ khí thở ra bằng cách tạo ra lithi cacbonat và nước. Dạng hydroxide khan được ưa chuộng hơn do có khối lượng nhỏ hơn và sản sinh ít nước hơn trong các hệ thống cung cấp khí thở của tàu vũ trụ. 1 gam lithi hydroxide khan có thể loại bỏ 450 cm³ khí carbon dioxide.

## Sản xuất
Lithi hydroxide có thể được sản xuất bằng cách hòa tan lithi hay lithi oxit trong nước. Phản ứng như sau:
2Li + 2H2O → 2LiOH + H2↑
Li2O + H2O → 2LiOH
LiOH là một base mạnh.
Do lithi phản ứng nhanh (nhưng không mãnh liệt) với nước nên các loại ắc quy lithi cần phải đặt xa nơi có nước.
Trong công nghiệp, lithi hydroxide được sản xuất trong phản ứng trao đổi giữa lithi cacbonat và calci hydroxide:
Li2CO3 + Ca(OH)2 → 2LiOH + CaCO3↓